# Rasasenka
Rasasenka (vitryska: Расасенка) är ett vattendrag i Belarus.   Det ligger i voblasten Vitsebsks voblast, i den nordöstra delen av landet, 230 km öster om huvudstaden Minsk.
Trakten runt Rasasenka består till största delen av jordbruksmark. Runt Rasasenka är det glesbefolkat, med 17 invånare per kvadratkilometer.